# Callidium bifasciatum
Callidium bifasciatum là một loài bọ cánh cứng trong họ Cerambycidae.